# Arthur Bernède
Arthur Bernède (Redon,Ille-et-Vilaine, Franciaország, 1871. január 5. – Párizs, 1937. március 20.) francia író. Legismertebb műve a Belphégor, amelyből némafilm, 1965-ben tévéfilmsorozat, majd 2001-ben Jean-Paul Salomé rendezésében mozifilm is készült Belphégor – A Louvre fantomja címmel. Élete során több, mint 200 művet ír. Jean de la Périgne és Roland d'Albret álnév alatt is jelentek meg írásai.

## Élete
Édesapja, id. Arthur Bernède földműves, gazda. Édesanyja, Laure du Rocher de la Périgne, egy királyi ügyész leánya. Az írónak boldog gyermekkora volt a Nantes-t Brest-tel összekötő csatorna partján fekvő házukban.
Fényes tanulmányait először Redon-ban, majd 1889 után a Saint-Sauveur-i Kollégiumban végezte, ahol már verseket, színdarabokat írt és színészkedett is. 1890-ben nagyobb lírai karrier reményében Párizsba utazott és a Konzervatórium hallgatója lett, olyan tanárok keze alatt, mint Gabriel Fauré és Benjamin Godard. Esténként a Café du Soleil d’Or-ban énekelt és zongorázott. Operaénekesként és költőként képzelte el saját jövőjét, ám egy baleset során hangszálai megsérültek, kis híján megnémult, többé már nem tudott énekelni, csak prózai szerepeket vállalt színpadon.
1892-ben jelent meg első kötete, a Mesék Nicette-ről című novelláskötet.
1894-ben házasodott meg először, ebből a házasságából egy leánya született. 1900-ban botrányok közepette elvált első feleségétől, de szeretőjét csak 1910-ben vette feleségül.
1897 és 1901 között a párizsi Városházán dolgozott, de botrányai miatt távozni kényszerült. 1906-ban a film felé fordult és több forgatókönyvet is írt. Később saját regényeinek filmre viteléért lobbizott, ami 1930-ig húsz alkalommal sikerült. 1919-ben Gaston Leroux-val és René Navarre-rel megalapította a Société de Cinéromans-t, amely behozta Európába az amerikai filmkultúrát, és versenyt teremtett a filmpiacon. Bernéde a társaság irodalmi vezetője lett.
Élete vége felé újraszervezte az Irodalmárok Társaságát (Société des Gens de Lettres), amelynek vezetőjeként elsősorban a szerzői jogot védelméért harcolt. A társaság 1937-es közgyűlésén tartott szenvedélyes beszéde közben szívrohamot kapott, és holtan esett össze.
A L’Haÿ-les-Roses-i temetőben helyezték örök nyugalomra.

## Magyarul
- Belphegor. A Louvre fantomja; ford. Kertész János; K.u.K., Bp., 2012 (Klasszikus krimi)

## Fordítás
- Ez a szócikk a Wikipedia francia nyelvű változatának fordításával készült.